# Arrondissement d'Heinsberg (1816-1932)
L'arrondissement d'Heinsberg est un arrondissement du district d'Aix-la-Chapelle de 1816 à 1932. Il appartient initialement à la province prussienne de Juliers-Clèves-Berg et depuis 1822 à la province de Rhénanie. Son territoire appartient aujourd'hui à l'arrondissement de Heinsberg, beaucoup plus grand, nouvellement fondé en 1972. Le siège de l'administration de l'arrondissement est la ville d'Heinsberg .

## Histoire
L'arrondissement d'Heinsberg est essentiellement formé en 1816 à partir du canton de Heinsberg, qui appartenait jusqu'en 1813 à l'arrondissement d'Aix-la-Chapelle dans le département français de la Roer. L'arrondissement est initialement divisé en 21 mairies, créées à l'époque française
Avec l'introduction des règlements communaux pour la province de Rhénanie en 1845, certaines mairies de l'arrondissement sont divisées en plusieurs communes. Heinsberg reçoit le code des villes rhénanes en 1857. La commune d'Unterbruch, qui appartient auparavant à la mairie d'Heinsberg, est élevée au rang de sa propre mairie. La même année, les mairies de Millen et Tüddern sont intégrées à la mairie d'Havert. La nouvelle commune de Schierwaldenrath est créée en 1926 à partir de parties de la commune de Waldfeucht. Depuis lors, dans l'arrondissement d'Heinsberg, il y a 34 autres communes en plus de la ville de Heinsberg sur une superficie de 234,9 km2, :
| Mairie     | Communes                      |
| ---------- | ----------------------------- |
| Aphoven    | Aphoven, Schafhausen          |
| Birgelen   | Birgelen, Effeld, Ophoven     |
| Braunsrath | Braunsrath                    |
| Breberen   | Breberen                      |
| Dremmen    | Dremmen, Horst                |
| Haaren     | Haaren                        |
| Havert     | Havert, Millen, Tüddern       |
| Heinsberg  | Heinsberg (ville)             |
| Hilfarth   | Hilfarth, Porselen            |
| Karken     | Karken, Kempen                |
| Kirchhoven | Kirchhoven                    |
| Myhl       | Arsbeck, Myhl, Wildenrath     |
| Oberbruch  | Oberbruch                     |
| Ratheim    | Ratheim                       |
| Saeffelen  | Höngen, Saeffelen             |
| Unterbruch | Unterbruch                    |
| Waldenrath | Waldenrath                    |
| Waldfeucht | Schierwaldenrath, Waldfeucht  |
| Wassenberg | Orsbeck, Wassenberg           |
| Wehr       | Hillensberg, Süsterseel, Wehr |

Comme dans toute la province de Rhénanie, les mairies d'arrondissement sont appelées bureaux depuis le 1er janvier 1928. L'arrondissement d'Heinsberg est dissous en 1932. La majeure partie est combinée avec l'arrondissement de Geilenkirchen, également fondé en 1816, pour former le nouveau arrondissement du Selfkant de Geilenkirchen-Heinsberg. Les communes d'Arsbeck, Hilfarth, Myhl, Ratheim et Wildenrath font partie de l'arrondissement d'Erkelenz (de).

## Évolution de la démographie
| Année | Habitants |
| ----- | --------- |
| 1816  | 27 532    |
| 1825  | 29 476    |
| 1852  | 33 679    |
| 1871  | 35 655    |
| 1880  | 35 693    |
| 1890  | 34 940    |
| 1900  | 35 888    |
| 1910  | 40 008    |
| 1925  | 43 273    |

## Administrateurs de l'arrondissement
- 1816–1853 Wilhelm van der Straeten (de)
- 1853–1854 Friedrich Hardt (de)
- 1854–1860 Matthias Claessen (de)
- 1860–9999 Felix von der Mosel (de)
- 1860–1876 Wilhelm Leopold Janssen (de)
- 1876–9999 Friedrich Kleemann (de)
- 1876–1877 Hermann Joseph Paulssen (de)
- 1877–1885 Karl Löwe (de)
- 1885–9999 Alwin von Hagen (de)
- 1885–1919 Rudolf von Scheibler (de)
- 1919–9999 Karl Sieger (de)
- 1919–9999 Wilhelm Kitz (de)
- 1919–1920 Richard von Matuschka (de)
- 1920–1928 Erwin Classen (de)
- 1928–1932 Franz Röhm (de)